# Monte di Pietà nuovo
Il Monte di Pietà nuovo è un palazzo situato in piazza della Loggia a Brescia, all'angolo con via Dieci Giornate, risalente alla fine del XVI secolo.

## Storia
Il nuovo palazzo del monte di Pietà di Brescia, che rimarrà in seguito noto con tale aggettivo, viene edificato immediatamente a est del Monte di Pietà vecchio, eretto un secolo prima, tra il 1596 e il 1600 su progetto di Pier Maria Bagnadore, attivissimo artista e architetto bresciano dell'epoca. Anche sulla facciata del nuovo fabbricato si mantenne la tradizione di murare le iscrizioni romane via via recuperate in città, accrescendo il lapidario già esistente sulla facciata del Monte vecchio. Il palazzo mantiene l'originale funzione nei secoli successivi ed è ancora oggi di pertinenza del Monte di Pietà.
Le scosse del 29 maggio dovute ai terremoti dell'Emilia del 2012 hanno provocato una lesione nell'angolo superiore sinistro del fronte del palazzo sulla piazza, che però non ha presentato peggioramenti.

## Descrizione
Il fronte sulla piazza del palazzo progettato dal Bagnadore replica esattamente il semplice prospetto del Monte di Pietà quattrocentesco, diviso su tre registri: una spessa fascia alla base, dove si apre una fila di arcate per le botteghe, e due linee finestrate al di sopra, la mediana caratterizzata da finestre rettangolari e la superiore da finestre arcuate, il tutto concluso da un alto ma leggero cornicione lungo la linea di gronda.
Per legare in un unico paramento murario i due fabbricati il Bagnadore innalza tra i due una finta loggetta in marmo, di chiaro gusto tardo cinquecentesco, di contrappunto alla loggetta veneziana tra i due corpi del Monte vecchio: il risultato finale è la successione di tre corpi di fabbrica identici lungo tutto il fronte sud della piazza intervallati dalle due loggette, comunque differenti per larghezza e stile.
Pertanto, il variato repertorio manierista dal quale aveva sempre attinto l'architetto, in questo caso, dovette essere evidentemente sacrificato a vantaggio di una completa uniformità del prospetto sud della piazza, che poteva dirsi a questo punto concluso. Grande libertà di espressione barocca è invece riservata alla finta loggetta di congiunzione al Monte quattrocentesco, strutturata come un'edicola a baldacchino di un ampio bassorilievo riproducente lo stemma civico.